# 西寧街
西寧街（英語：Sai Ning Street）是香港島西北部的一條行車街道，位於域多利道以北，堅尼地城西邊，摩星嶺以北，港島西廢物轉運站碼頭以東，招商局貨倉碼頭以南。
西寧街是一條平坦的道路，東端出口在域多利道近堅尼地城賽馬會診療所，而西端是掘頭路，附近是幾幢多層住宅大廈室內停車場的出入口，包括西寧閣、麗景大廈、富亨閣、域多利道60號，及傲翔灣畔。
西寧街中段招商局貨倉碼頭南邊對面，還有兩幢多層工廠大廈，分別名為廣基工廠大廈、耀基工廠大廈。

## 鄰近
- 堅尼地城巴士總站
- 西寧街花園
- 東華痘局遺址
- 域多利亞公眾殮房
- 堅尼地城焚化爐遺址
- 堅尼地城臨時遊樂場
- 聖公會聖路嘉福群會
- 道慈佛社
- Bayanihan Kennedy Town Centre（香港菲律賓人社區中心）

## 實景

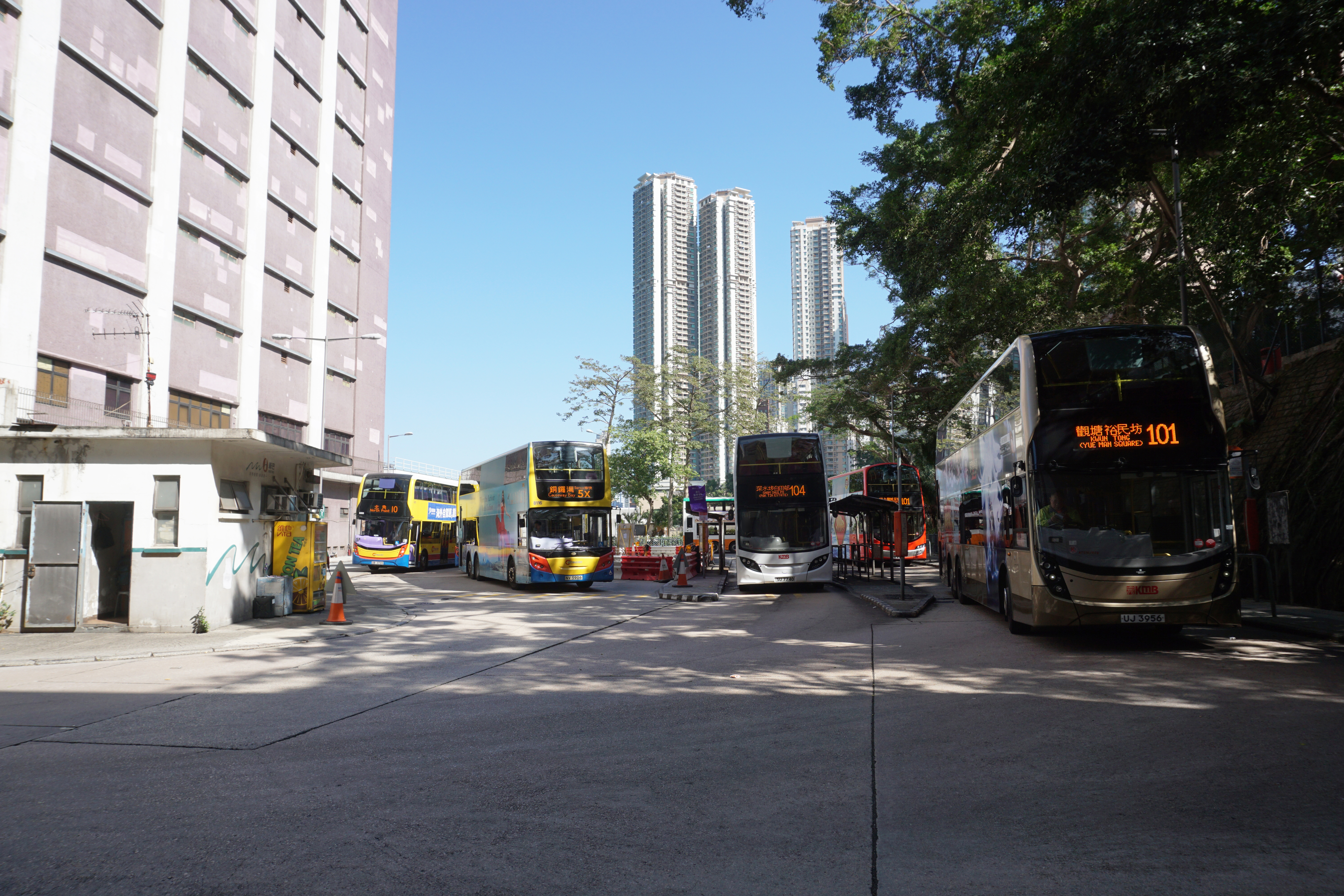
在西寧街的堅尼地城巴士總站
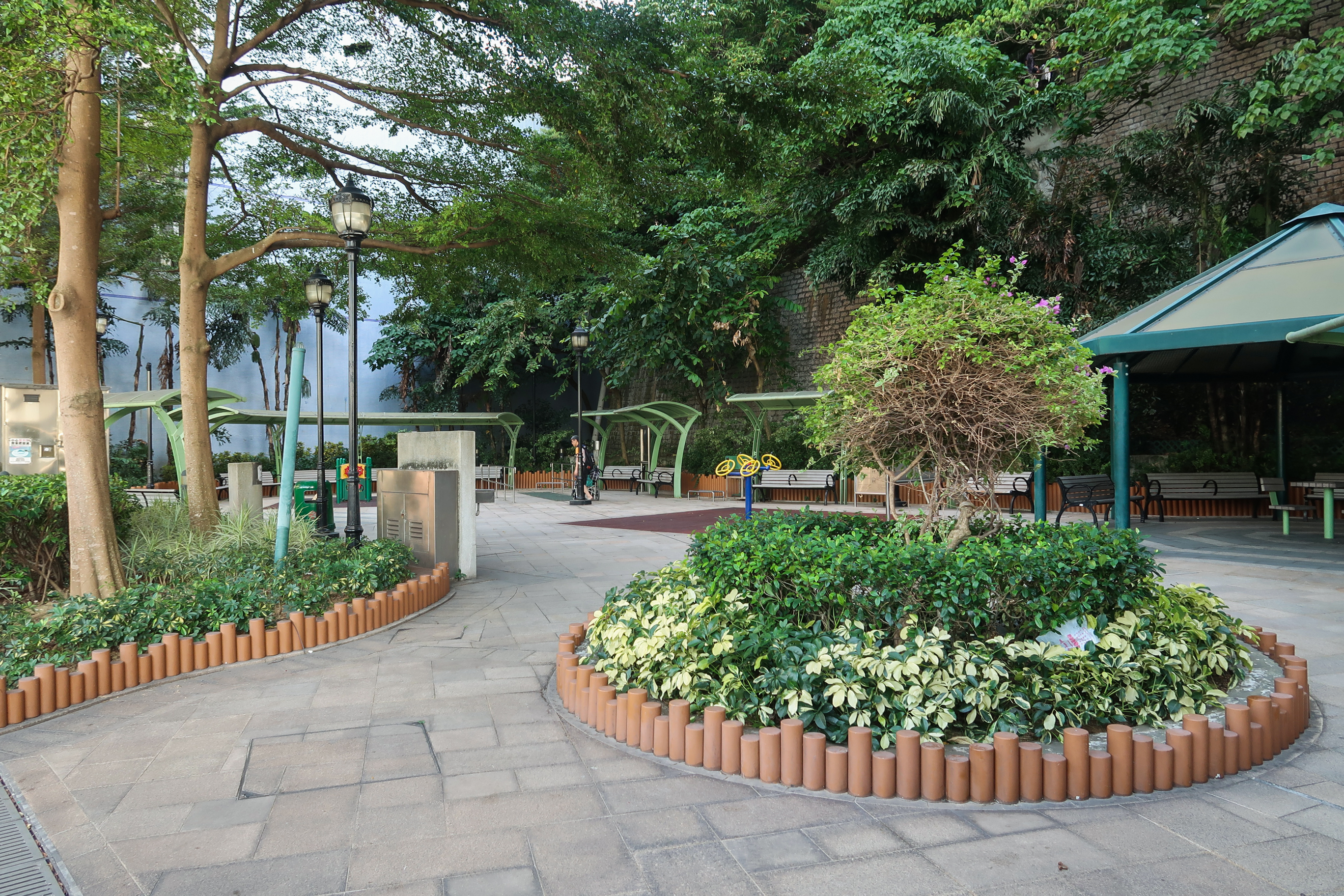
西寧街花園

## 註腳
1. ↑  .   [2008-08-18]. （原始内容存档于2020-11-30）.
2. ↑  傲翔灣畔入場費700萬[永久]

## 外部連結
维基共享资源上的相關多媒體資源：西寧街